# Lago salato

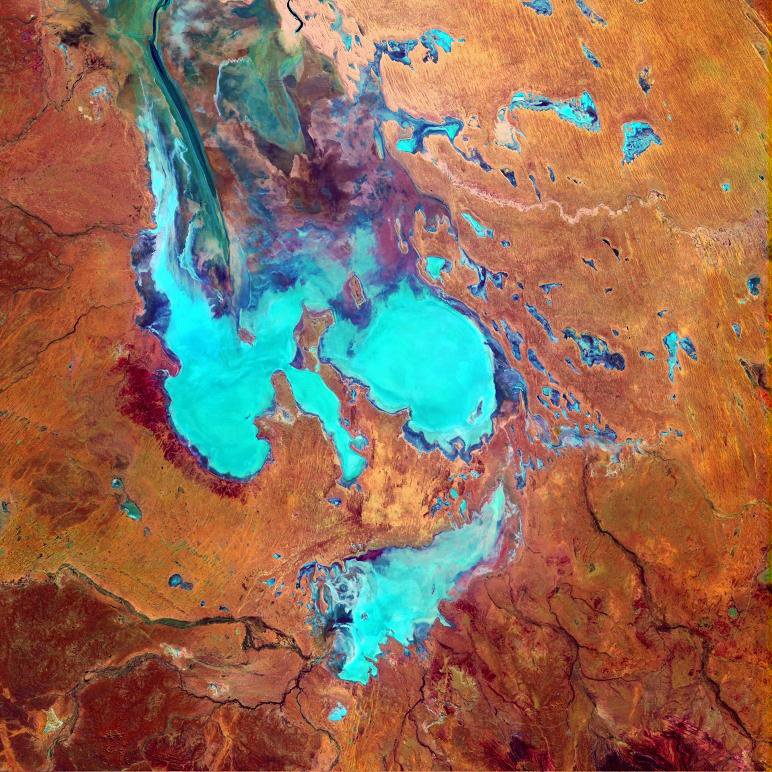
Foto composita del lago Eyre ripresa dal satellite Landsat 7 nelle bande dell'infrarosso e del blu

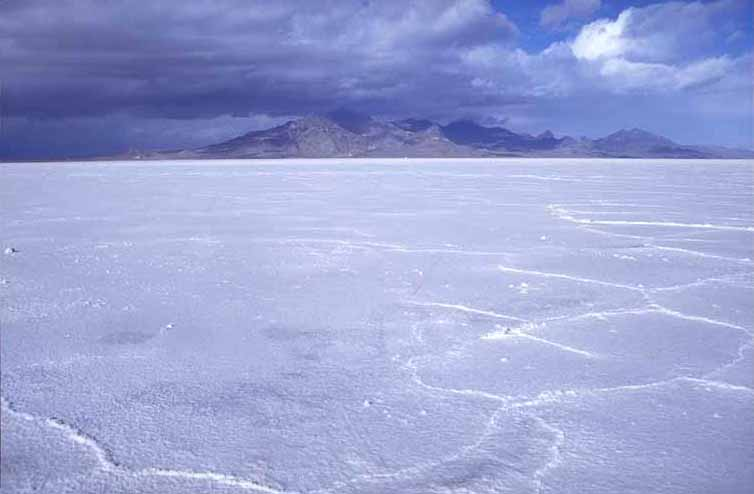
Le distese salate del Bonneville Salt Flats a ovest del Gran Lago Salato che è quanto resta del lago Bonneville di era preistorica

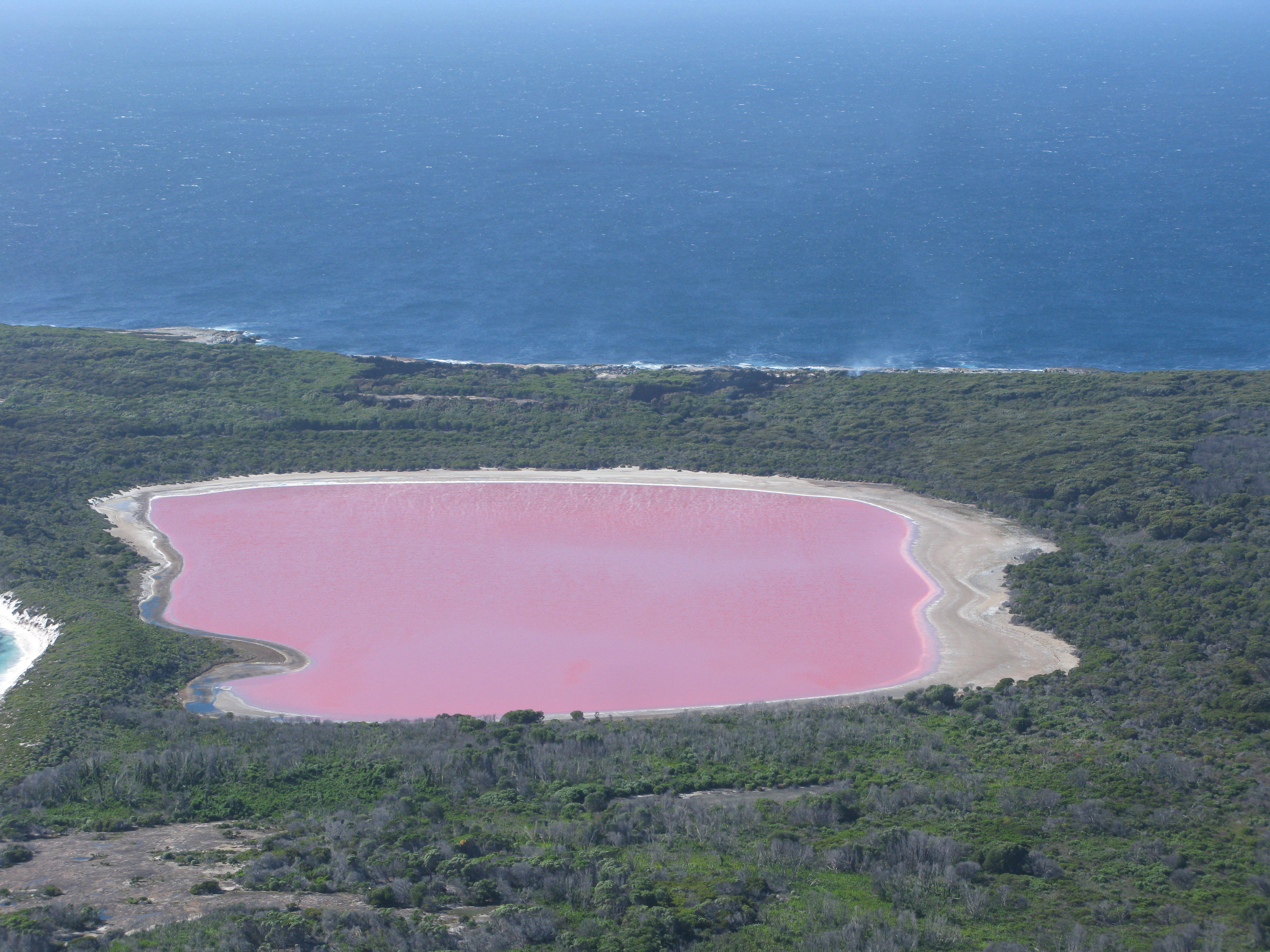
Il lago Hillier è un lago salato di colore rosa situato su Middle Island, un'isola a sud delle coste dell'Australia Occidentale

Un lago salato è una massa idrica chiusa le cui acque sono caratterizzate da un'elevata concentrazione di sali minerali; la maggior parte dei laghi nel mondo sono costituiti da acque povere in sali minerali e pertanto considerati di acqua dolce, i laghi salati costituiscono quindi un'eccezione;  a causa del massiccio utilizzo agricolo delle acque dei loro immissari, molti laghi salati si stanno prosciugando per mancanza di apporti idrici.

## Definizione
Si definisce lago un grande volume di acqua che riempie una depressione del terreno, attorniato da terre per la totalità delle sue rive e senza contatti diretti con gli oceani. La composizione dell'acqua, in particolare della salinità, non è un criterio per definire un lago. Inoltre, in limnologia, la superficie e la profondità non sono prese in considerazione per definire "lago" uno specchio d'acqua.
Per quanto riguarda in particolare la salinità, l'acqua è detta salmastra quando contiene tra 0,5 e 10 grammi di sale per litro. Una salinità inferiore fa definire l'acqua come "dolce", mentre una salinità superiore la fa definire come acqua "marina". Tuttavia in alcuni casi, la concentrazione di sale in alcuni laghi salati può essere superiore a quella del mare.
Particolare è la situazione del mar Caspio, che è vasto come un mare ed è completamente circondato dalla terra, per cui è geograficamente un lago, sia pur salato; esso è anzi il più grande lago del pianeta. Per questo motivo non è stato incluso nella Convenzione delle Nazioni Unite sul diritto del mare, tenutosi a Montego Bay (Giamaica) nel 1982; nel documento finale del vertice internazionale sul mar Caspio, tenutosi nel 2019 ad Aktau, il Caspio non venne definito né come mare, né come lago, ma si elencano delle regole condivise per lo sfruttamento delle sue risorse.
Per considerare una massa di acqua un lago e non uno stagno, alcuni autori ritengono che la massa di acqua continentale deve possedere "una regione centrale dove la profondità dell'acqua sia sufficiente per impedire la crescita della flora litorale", quindi profonda almeno 5/7 metri, che la distesa di acqua deve superare una superficie di 100 a 200 ettari o un volume di un milione di metri cubi.

## Caratteristiche
I laghi salati si formano quando l'apporto di acqua proveniente dal suo bacino idrico e contenente dei sali minerali, non ha una via di uscita attraverso degli emissari. Questa situazione viene indicata con il termine di bacino endoreico o bacino chiuso. In queste condizioni le acque di apporto non possono lasciare il bacino che attraverso l'evaporazione e così la concentrazione di sali aumenta nel tempo e rende l'acqua dapprima salmastra e successivamente salata.
Se le condizioni di apporto di acqua non superano il quantitativo perso per evaporazione, il lago va soggetto a un processo di prosciugamento che porta alla comparsa di distese salate.

## La vita nei laghi salati

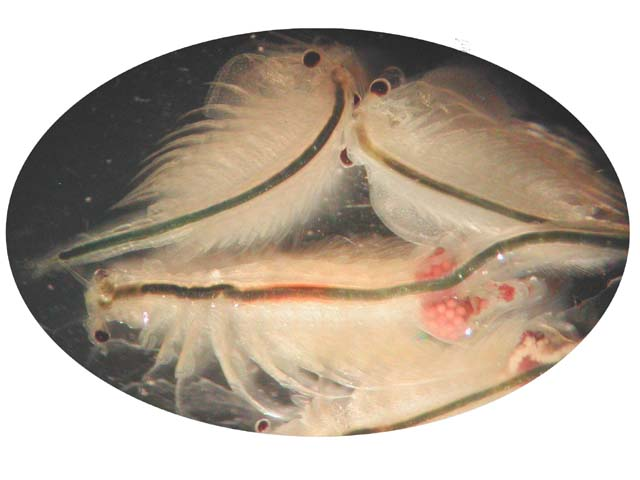
Artemia salina, piccolo crostaceo che vive nei laghi salati, nelle lagune e nelle saline

Più la concentrazione di sale aumenta nelle acque, e meno propizia diventano le condizioni per lo sviluppo della vita. In queste acque la presenza di animali e di vegetali è molto limitata in confronto a quanto si trova nelle acque dolci o marine. Esse possono essere popolate da specie alofile, organismi che si sono adattati a queste condizioni estremofile e che riescono a tollerare concentrazioni di sale anche forti; si tratta di specie che appartengono ai domini degli archaea o dei batteri.

## I più importanti laghi salati del mondo

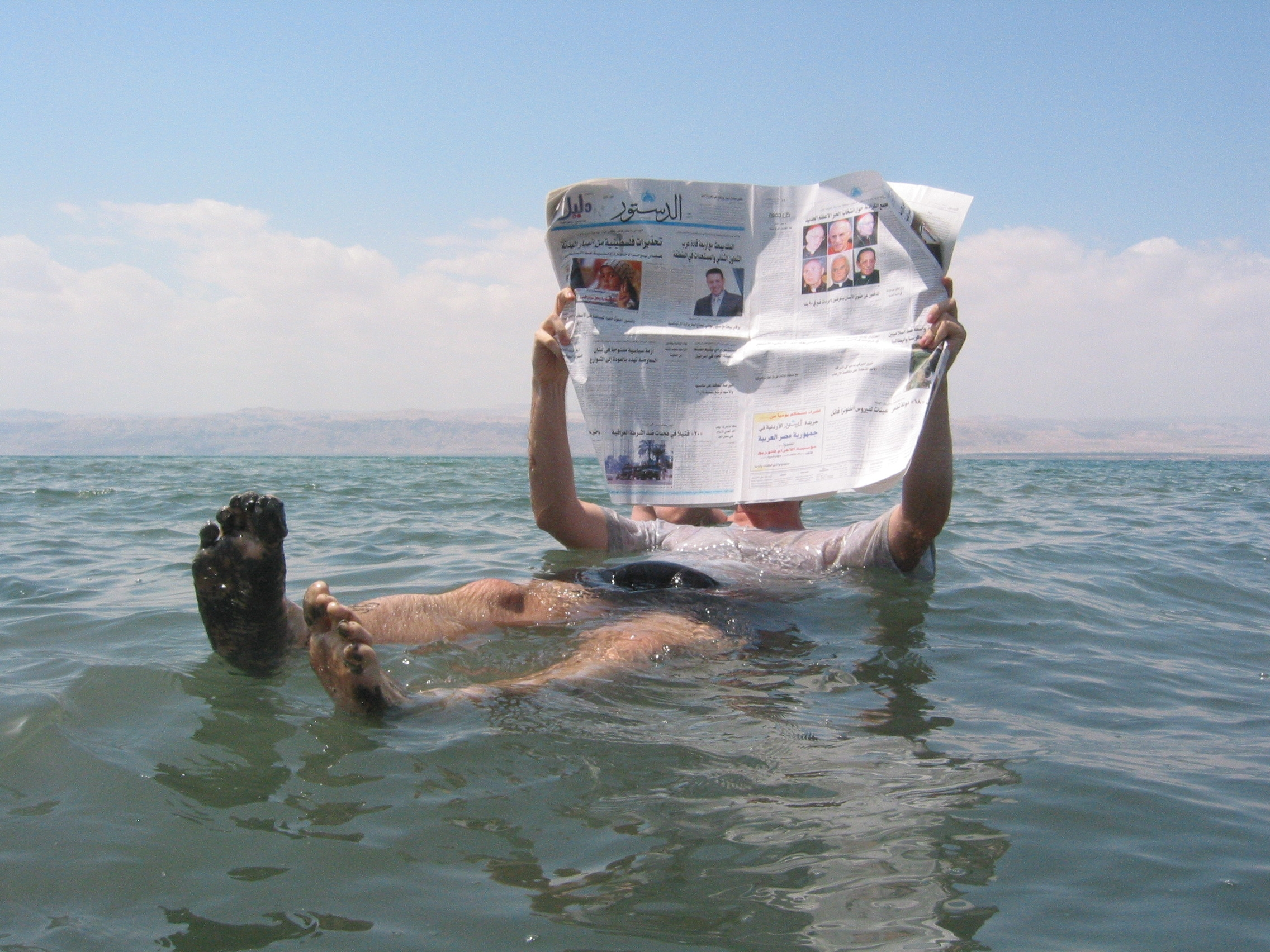
La concentrazione di sale nell'acqua ne fa aumentare la densità. Nel mar Morto essa è così elevata da permettere un agevole galleggiamento dei bagnanti.

I primi quattro laghi più grandi del mondo sono in ordine di estensione: il mar Caspio, il lago d'Aral, il lago Balqaš e il Gran Lago Salato.
Il lago salato più alto del mondo è il lago Namtso, lago sacro della regione del Tibet. Si trova a nord di Lhasa a 4 718 m s.l.m. in un luogo isolato, meta di molti pellegrinaggi. È lungo 70 km e largo 30.
Il lago salato più basso del mondo è il mar Morto, che è anche il punto più basso delle terre emerse con i suoi 417 metri sotto il livello del mare. Con una superficie di circa 1 050 km², la sua salinità raggiunge il 22/25% di concentrazione contro il 4/6% di quella marina. Il suo tasso di sodio è 275 grammi per litro, contro i 35 grammi dell'acqua di mare.
Con un livello di salinità del 40,2%, il lago Don Juan (situato in Antartide) è considerato lo specchio d'acqua più salato conosciuto sulla Terra. A causa dell'alta concentrazione di sale, questo lago gela a una temperatura di -53 °C.

### Lista dei principali laghi salati
- Mar Caspio, il più grande lago della Terra, ha una superficie di 371 000 km². Per la sua vastità, è definibile sia come lago che come mare chiuso.
- Lago d'Aral, lago salato dell'Asia centrale. Posto tra 43° e 46° di latitudine nord e tra 58° e 62° di longitudine est. Diviso tra il Kazakistan a nord e l'Uzbekistan a sud. In stato di prosciugamento dagli anni 1950.
- Lago Balqaš, il più vasto lago salato del Kazakistan e il secondo dell'Asia centrale, dopo il mare d'Aral.
- Gran Lago Salato, è un piccolo lago salato di origine alluvionale degli Stati Uniti, nel nord dello Stato dello Utah. È quanto resta del preistorico lago Bonneville, la cui superficie si è progressivamente ridotta. Ha una superficie sottoposta a forti variazioni stagionali di circa 4 400 km², è poco profondo con i suoi 4 metri di media e un massimo di 11 metri.
- Lago Amadeus, è un lago salato australiano caratterizzato dalle numerose isole presenti al suo interno, con un'estensione di circa 1 032 km².
- Lago Pangong, è il lago di maggior estensione nella catena montuosa dell'Himalaya, situato a una quota di circa 4 250 m s.l.m. Si estende per 134 km in lunghezza e ha una larghezza massima di 5 km; si trova al confine tra India e Cina (i due terzi della lunghezza del lago sono in Tibet). In inverno ghiaccia completamente, nonostante sia un lago salato. Nelle giornate di sole ha un colore azzurro intenso e rispecchia nelle sue acque le catene di monti circostanti.
- Lago Pontchartrain, è un lago di acque salmastre del sud della Louisiana. È il secondo lago salato degli USA, dopo il Gran Lago Salato, e il più grande della Louisiana.
- Lago Eyre, è il più grande lago d'Australia e dell'Oceania. È anche il punto più basso d'Australia, con i suoi 15 metri sotto il livello del mare.
- Mar Chiquita (di Córdoba), si trova al centro dell'Argentina, nel nord-est della provincia di Córdoba. È il lago più grande d'Argentina e uno dei maggiori bacini chiusi del pianeta. La sua superficie è di circa 6 000 km².
- Lago Turkana, in precedenza chiamato Lago Rodolfo, con una superficie di 6 405 km² e una lunghezza di 300 km, si trova nella Rift Valley, in gran parte su territorio keniano e con la sua parte settentrionale in Etiopia. È il più grande lago di acqua permanente delle regioni desertiche e il più grande lago di acqua alcalina.
- Lago di Urmia, è un lago salato situato tra le regioni iraniane dell'Azerbaigian Orientale e dell'Azerbaigian Occidentale, a occidente del Mar Caspio. È il maggiore dei laghi interni dell'Iran, con una superficie di circa 5 200 km². Nel periodo di piena misura circa 140 km in lunghezza e 55 km in larghezza, e ha una profondità massima di 16 m.
- Lago di Van, il più vasto della Turchia, all'estremo est di essa. Lago salato di origine vulcanica, è un bacino chiuso alimentato da numerosi corsi d'acqua che scendono dalle montagne circostanti. È lungo 120 km e largo 80, con una profondità massima di 457 m; ha una superficie di 3 755 km² ed è posto a un'altitudine di 1 720 m s.l.m.
- Lago Yssik Kul, nel Kirghizistan, di 6 332 km² a 1 620 m s.l.m. È per estensione il secondo lago di montagna dopo il lago Titicaca. Profondo 702 m, il lago è leggermente salato e non gela in inverno.
- Lago Assal, sorge al centro di Gibuti. Posto a 153 metri sotto il livello del mare nella depressione dell'Afar. Ha una superficie di 54 km² e si trova nel punto più basso del continente africano. È circondato da molti vulcani e bacini salati.
- Lago Groom, sorge nel Deserto del Nevada, ed è principalmente conosciuto per il fatto che si trova nelle immediate vicinanze della famigerata Area 51. L'USAF ci ha costruito sopra dei ponti lunghi alcune miglia.
- Lago Qinghai, è il più vasto della Cina, situato nella regione dell'Amdo, provincia del Qinghai. Lago di montagna sull'altopiano del Qinghai-Tibet, a 3 205 m s.l.m. completamente ghiacciato in inverno. Le sue acque contengono 16 g di sale per litro con un pH di 9,5, 46% più elevato dell'acqua marina. Attualmente contaminato dalla vicina fabbrica di armi nucleari cinesi.